# Aces of the Deep
Aces of the Deep est un jeu vidéo de simulation de sous-marin développé par Dynamix et publié par Sierra Entertainment en 1994 sur PC. Le jeu met le joueur aux commandes d’un sous-marin de la Kriegsmarine pendant la Seconde Guerre mondiale.

## Accueil
| Aces of the Deep      |      |       |
| Média                 | Nat. | Notes |
| Computer Gaming World | US   | 5/5   |
| Gen4                  | FR   | 80 %  |
| Joystick              | FR   | 89 %  |